# 쉐보레 에피카
쉐보레 에피카(Chevrolet Epica)는 GM의 중형차로, GM대우(한국GM의 전신)에 의해 개발됐다.

## 1세대(V200)

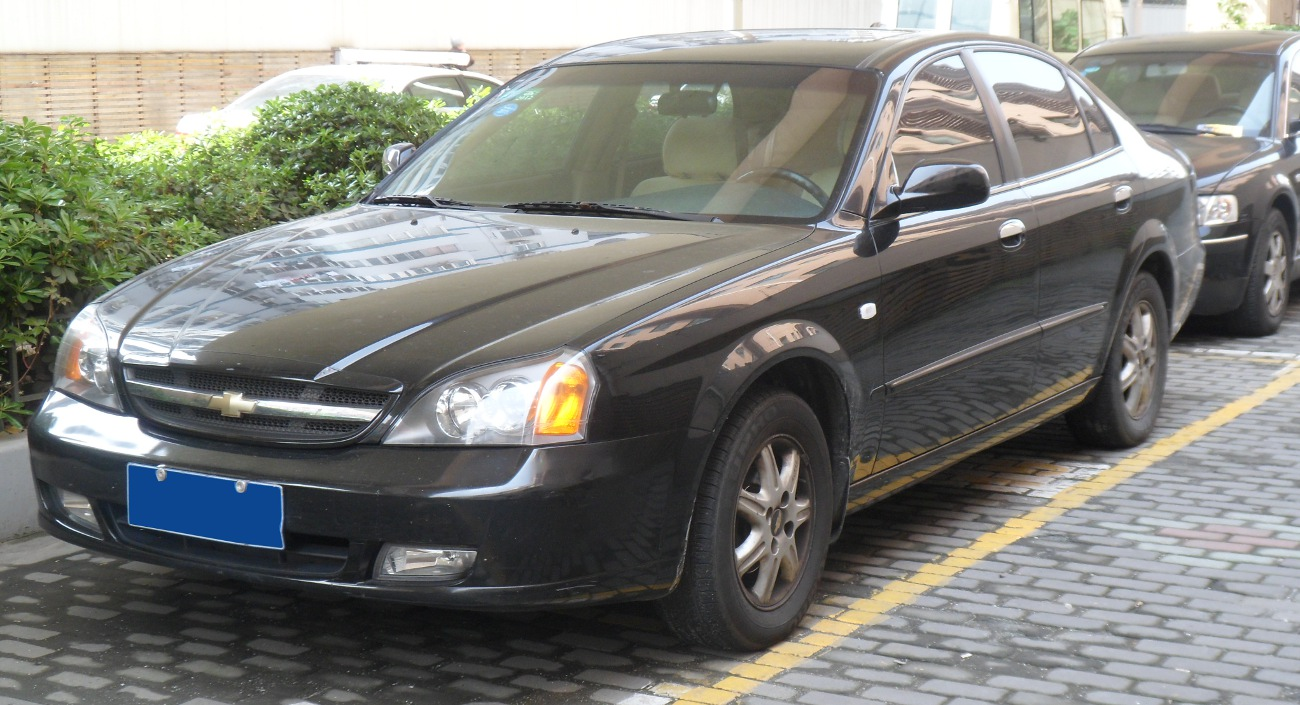
쉐보레 에피카 정측면

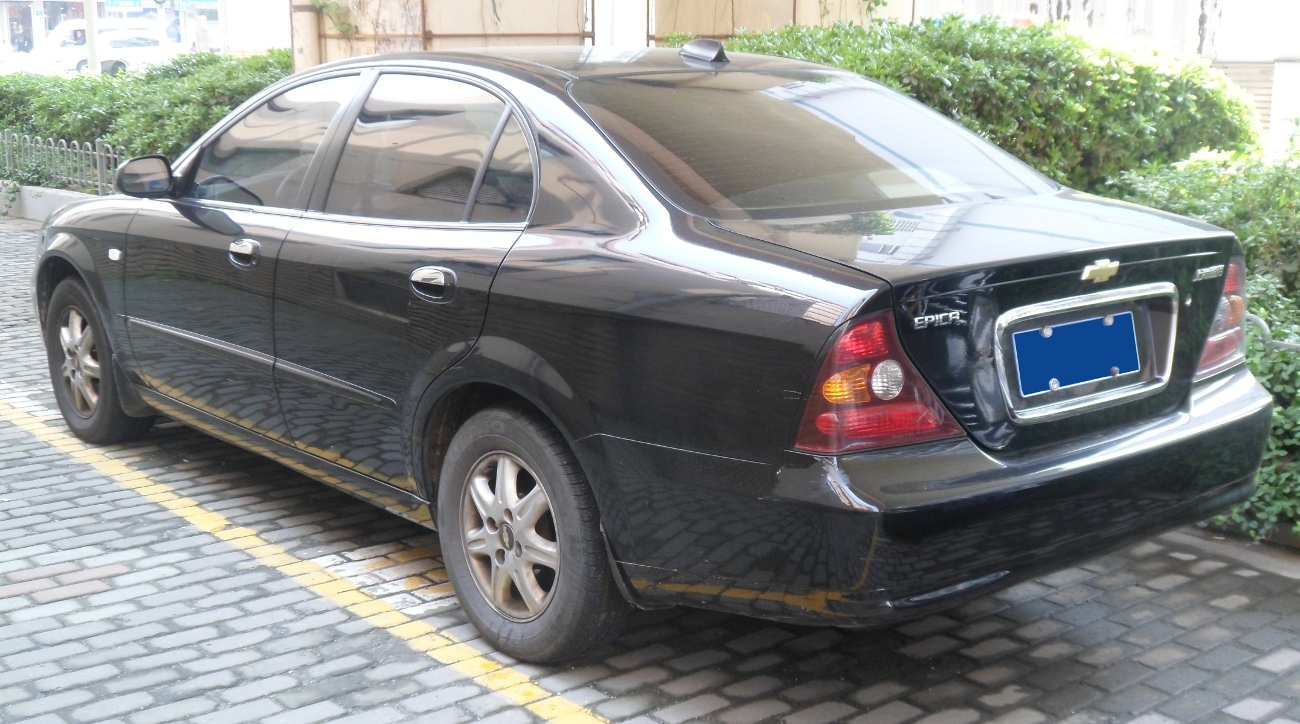
쉐보레 에피카 후측면

1999년 12월에 대한민국에 출시된 GM대우 매그너스와 동일한 차종으로, 해외에서 또한 대우 브랜드로 수출되었다. 하지만 2002년부터는 쉐보레 브랜드로 판매되었고, 미국과 캐나다에서는 OEM 방식을 통해 스즈키 브랜드로도 공급되었다.

## 2세대(V250)

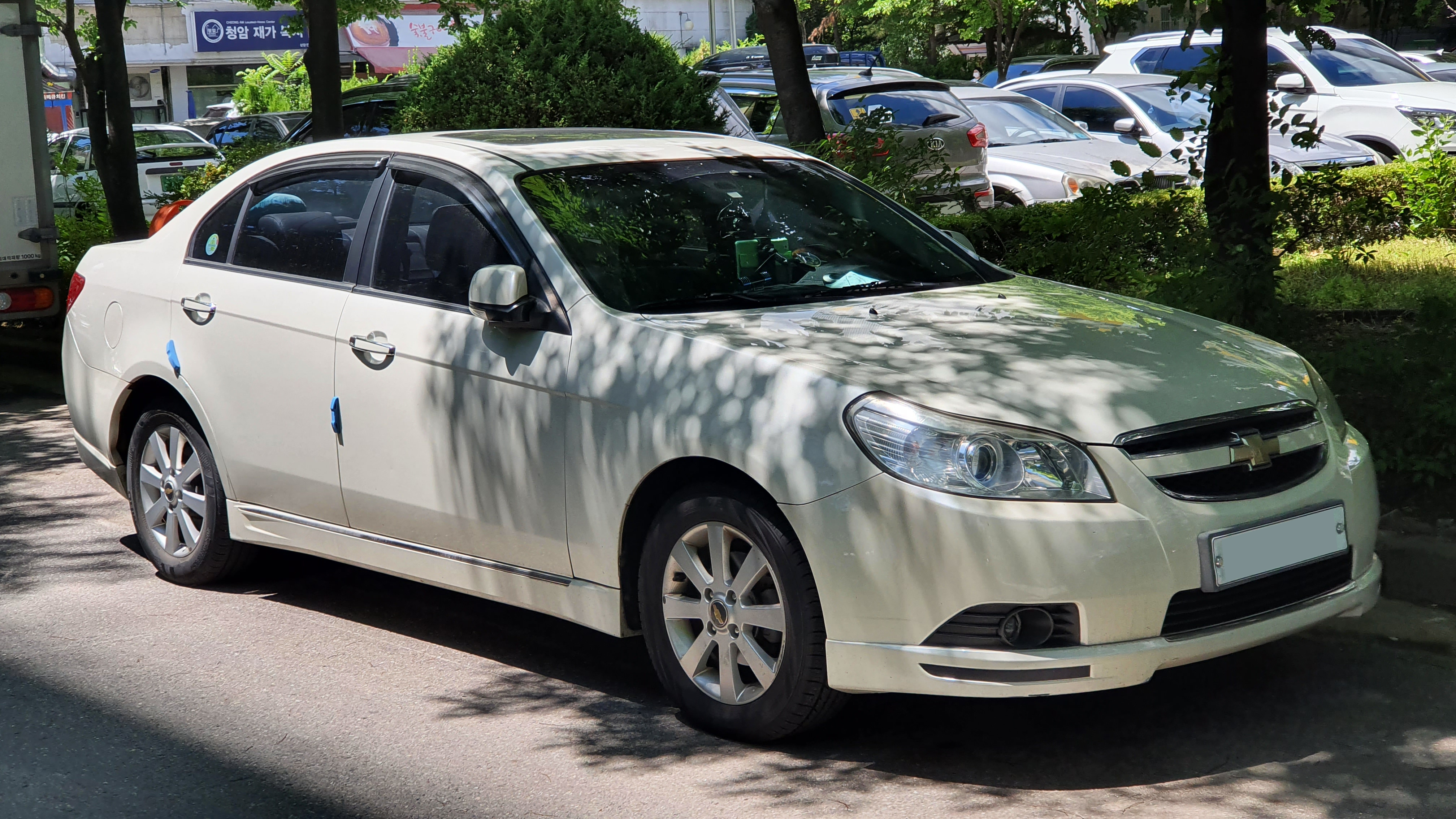
쉐보레 에피카 정측면

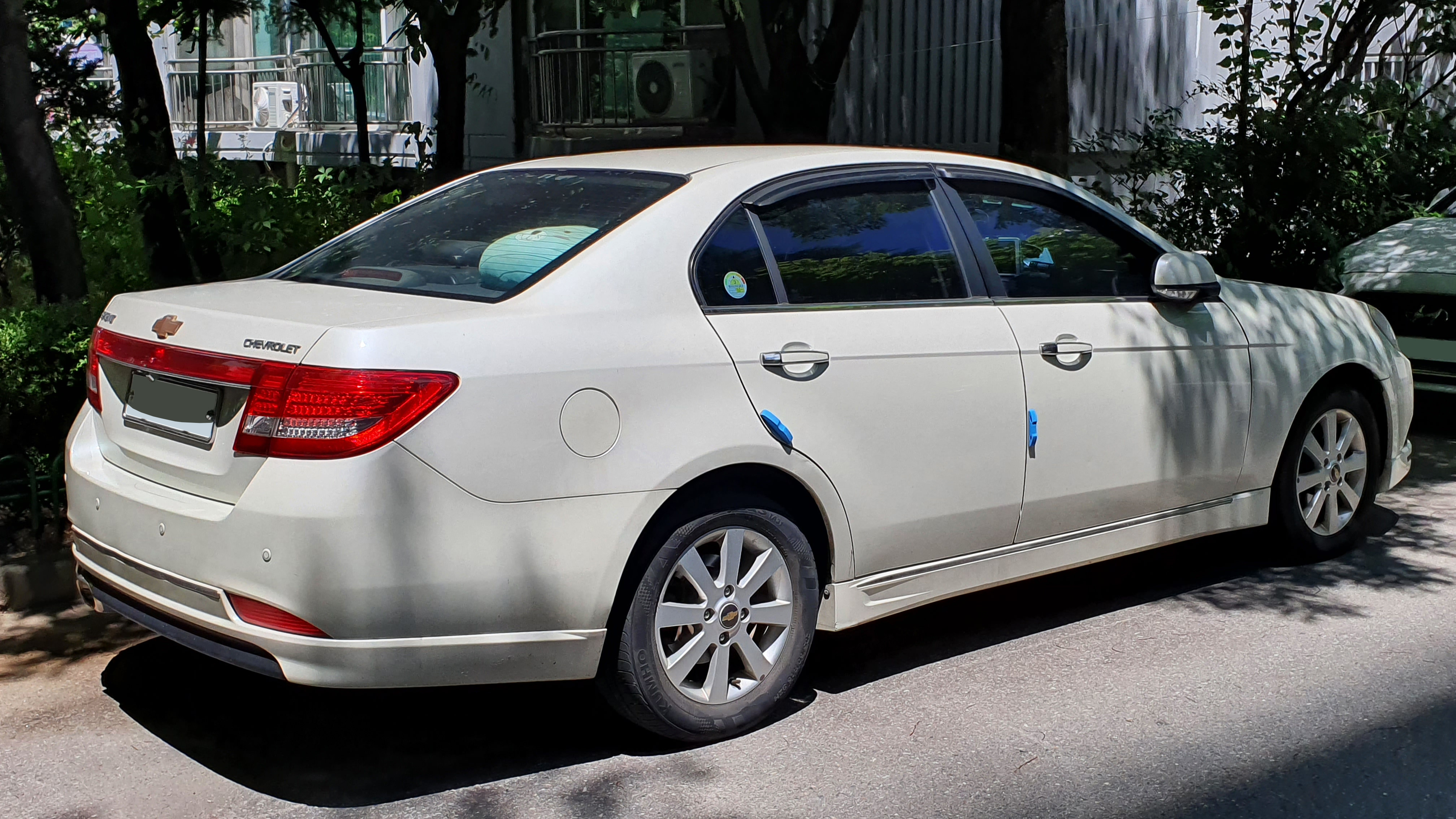
쉐보레 에피카 후측면

2006년 1월에 대한민국에 출시된 GM대우 토스카와 동일한 차종으로, 풀 모델 체인지를 거친 게 아닌 풀 스킨 체인지라서 기존의 기본적인 설계와 메커니즘 등을 그대로 사용하였다. 그해 3월부터 대한민국 이외의 국가에서 쉐보레 브랜드로 수출되었다. 미국과 캐나다에서도 스즈키 브랜드로 판매하려 했으나, 실제로 이루어지지 않았다. 대신 호주에서는 홀덴 브랜드로 판매되었다. 중국에서는 라디에이터 그릴과 앞 범퍼의 디자인을 달리해 2015년까지 판매를 하였다. 한국에서는 GM대우의 브랜드 이미지가 일부 약한 점이 작용해서 토스카 그릴 대신 이 그릴을 쓰는 사람도 있었다. 싱가포르에서는 NF쏘나타, 르노 래티튜드(르노삼성 SM5) 등과 택시로 이용되기도 한다.